# サン＝ミシェル＝アン＝レルム
サン＝ミシェル＝アン＝レルム （Saint-Michel-en-l'Herm）は、フランス、ペイ・ド・ラ・ロワール地域圏、ヴァンデ県のコミューン。

## 地理
コミューンは海岸に至るまで農業用地で形成されている。

## 歴史
かつてサン＝ミシェル＝アン＝レルムの地はピクトン湾に浮かぶ島であり、何世紀にもわたって海により本土から切り離された、肥沃な土地に囲まれていた。
1017年、低ポワトゥー地方に対するヴァイキングの最後の遠征は、サン＝ミシェル＝アン＝レルムにまで到達した。
フランス革命時代、コミューンはリュニオン＝シュル＝メール（L'Union-sur-Mer）と改名させられていた。

## 史跡
- 旧サン＝ミシェル＝アン＝レルム王立修道院 - コミューンの名の由来ともなっている修道院[4] · [5]。1815年以降ル・ルー家が所有。現在の教会にある、多彩色を施された大理石製祭壇は、旧修道院からもたらされたものである。

## 人口統計
| 1962年 | 1968年 | 1975年 | 1982年 | 1990年 | 1999年 | 2008年 | 2013年 |
| ------ | ------ | ------ | ------ | ------ | ------ | ------ | ------ |
| 1965   | 1898   | 1937   | 1944   | 1999   | 1931   | 2072   | 2313   |

参照元:1962年から1999年まで人口の2倍カウントなし。1999年までEHESS/Cassini、2004年以降INSEE

### ノート
1. ↑  Réélu en 2014.